# 삼상로
삼상로(Samsang-ro)는 경상남도 사천시 벌용동 2호광장교차로에서 고성군 상리면 척정교차로를 잇는 경상남도의 도로이다.

## 주요 경유지
경상남도
- 사천시 (벌용동 . 향촌동) - 고성군 (하이면 . 사남면 . 상리면)

## 노선
| 이름           | 접속 노선                     | 소재지 | 소재지 | 비고                     |
| -------------- | ----------------------------- | ------ | ------ | ------------------------ |
| 2호광장 교차로 | 국도 제77호선 (남일로) 중앙로 | 사천시 | 벌용동 |                          |
| 교육청사거리   | 문선7길 문선8길               | 사천시 | 벌용동 |                          |
| (이름없음)     | 벌리로 주공로 신항로          | 사천시 | 벌용동 |                          |
| 봉전삼거리     | 대학길 진동길                 | 사천시 | 향촌동 |                          |
| 봉현삼거리     | 지방도 제1001호선 (하이로)    | 고성군 | 하이면 | 지방도 제1001호선과 중복 |
| 비운치         |                               | 고성군 | 하이면 | 지방도 제1001호선과 중복 |
| (이름없음)     | 지방도 제1001호선 (사남로)    | 고성군 | 하이면 | 지방도 제1001호선과 중복 |
| 울터지재       |                               | 고성군 | 사남면 |                          |
| 척정 교차로    | 국도 제33호선 (상정대로)      | 고성군 | 상리면 |                          |

## 주요 건물 및 시설
- SK에너지 합동주유소 (경상남도 사천시 벌용동 8)
- 삼천포여자고등학교 (경상남도 사천시 벌용동 19)
- 경상남도 사천교육지원청 (경상남도 사천시 벌용동 85)
- 한국타이어 (경상남도 사천시 향촌동 112)
- GS25 사천벌리주공점 (경상남도 사천시 벌용동 127)
- 삼천포중앙고등학교 (경상남도 사천시 벌용동 145)
- 삼천포중앙여자중학교 (경상남도 사천시 벌용동 147)
- SK에너지 하남주유소 (경상남도 사천시 벌용동 279)
- HD현대오일뱅크 남포주유소 (경상남도 사천시 향촌동 415)
- 알뜰 봉현주유소 (경상남도 사천시 하이면 578)
- 세븐일레븐 사천사남점 (경상남도 사천시 사남면 831)